# 辻井亜季穂
辻井 亜季穂（つじい あきほ、Akiho Tsujii）は、ドイツ在住の日本人オペラ歌手。現在、ケムニッツ歌劇場の専属ソプラノ歌手。

## 略歴
大阪府生まれ。大阪府立夕陽丘高等学校卒業後、愛知県立芸術大学声楽科入学。師事したのはオペラ歌手の大下久深子名誉教授。（大下氏もドイツで大活躍したソプラノ歌手である）その後、愛知県立芸術大学大学院を首席で修了。そして、ドイツ政府給費奨学生の資格を得てドイツへ留学。2014年-2017年アルテンブルクゲラ歌劇場、2017年-2023年ヴュルツブルク歌劇場と専属契約を結び、2023年よりケムニッツ歌劇場専属歌手。他の追随を許さないほどの技術と、持ち前の美声を武器に、歌手としての将来が期待される日本人ソプラノ歌手である。

## 受賞歴
- 第12回ライプツィヒライオンズクラブ主催アルバート・ロルツィング[2]コンクール - 優勝
- 第63回全日本学生音楽コンクール大阪大会声楽部門大学・一般の部 - 第1位
- 同コンクール全国大会声楽部門大学・一般の部 - 第2位
- 第33回国際ハンス・ガボア・ベルヴェデーレ声楽コンクール - 3劇場による特別賞
- 第1回東京国際声楽コンクール - 審査員特別賞
- 第10回大阪国際音楽コンクール声楽部門Age-Uオペラコース[3] - 第2位[4]
- 第11回ザルツブルク・モーツァルテウム主催モーツァルト国際音楽コンクール声楽部門 - ファイナリスト
- 第24回摂津音楽祭 - 大阪21世紀協会賞及び聴衆審査賞
- 第5回長久手国際オペラ声楽コンクール - 特別賞[5]